# Osmorhiza longistylis
Osmorhiza longistylis är en flockblommig växtart som först beskrevs av John Torrey, och fick sitt nu gällande namn av Dc. Osmorhiza longistylis ingår i släktet Osmorhiza och familjen flockblommiga växter. Inga underarter finns listade i Catalogue of Life.

## Bildgalleri

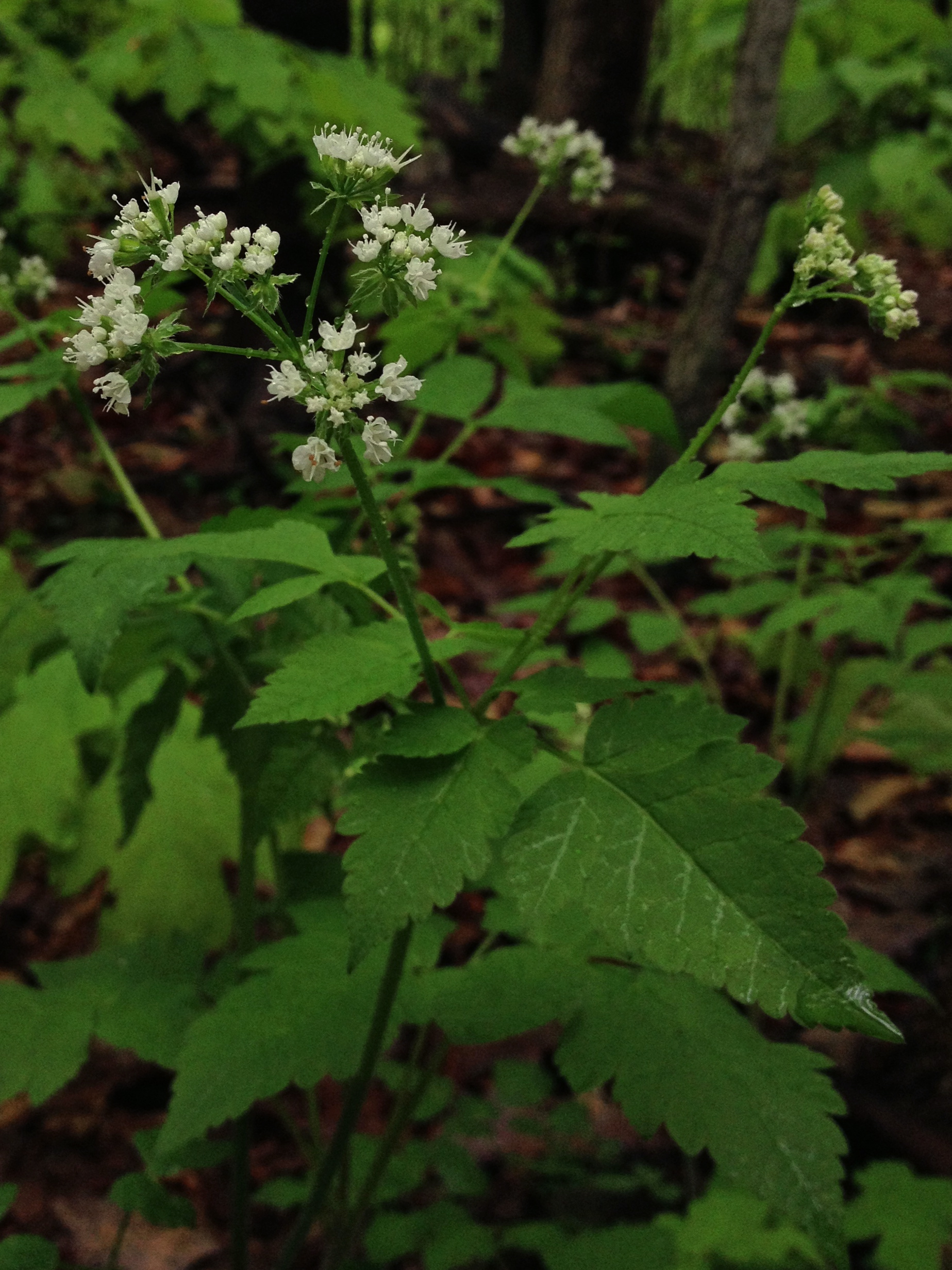
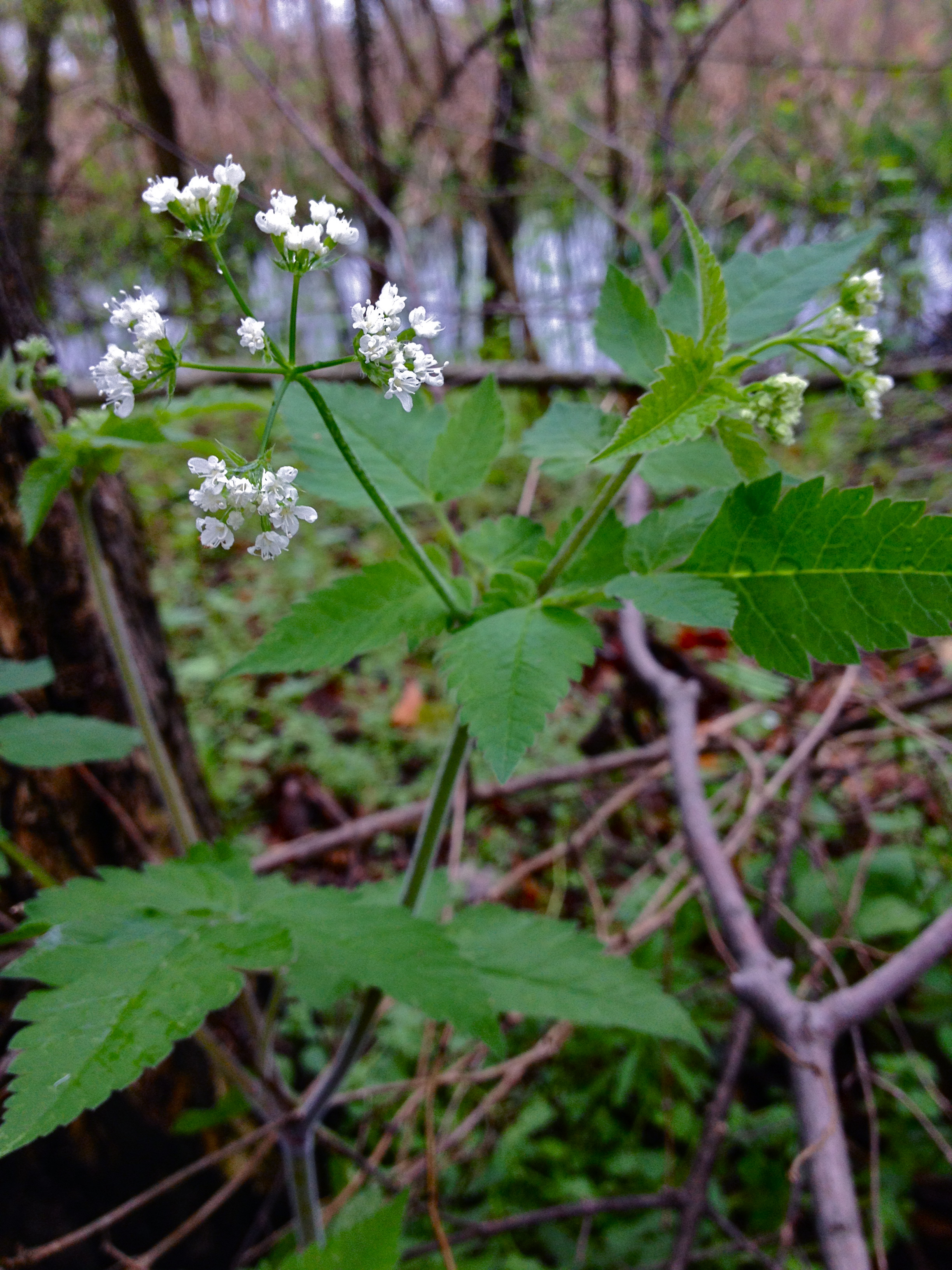
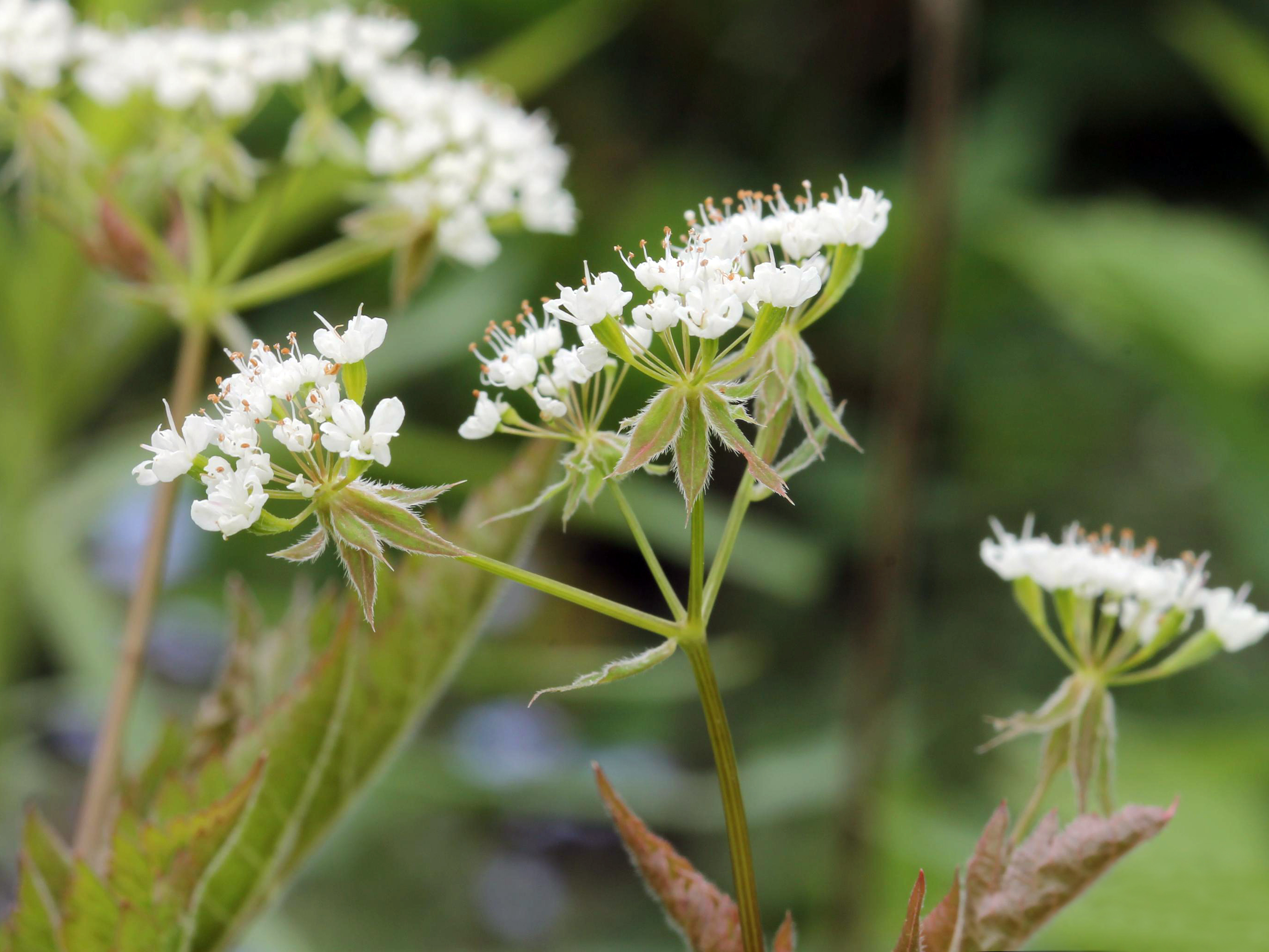
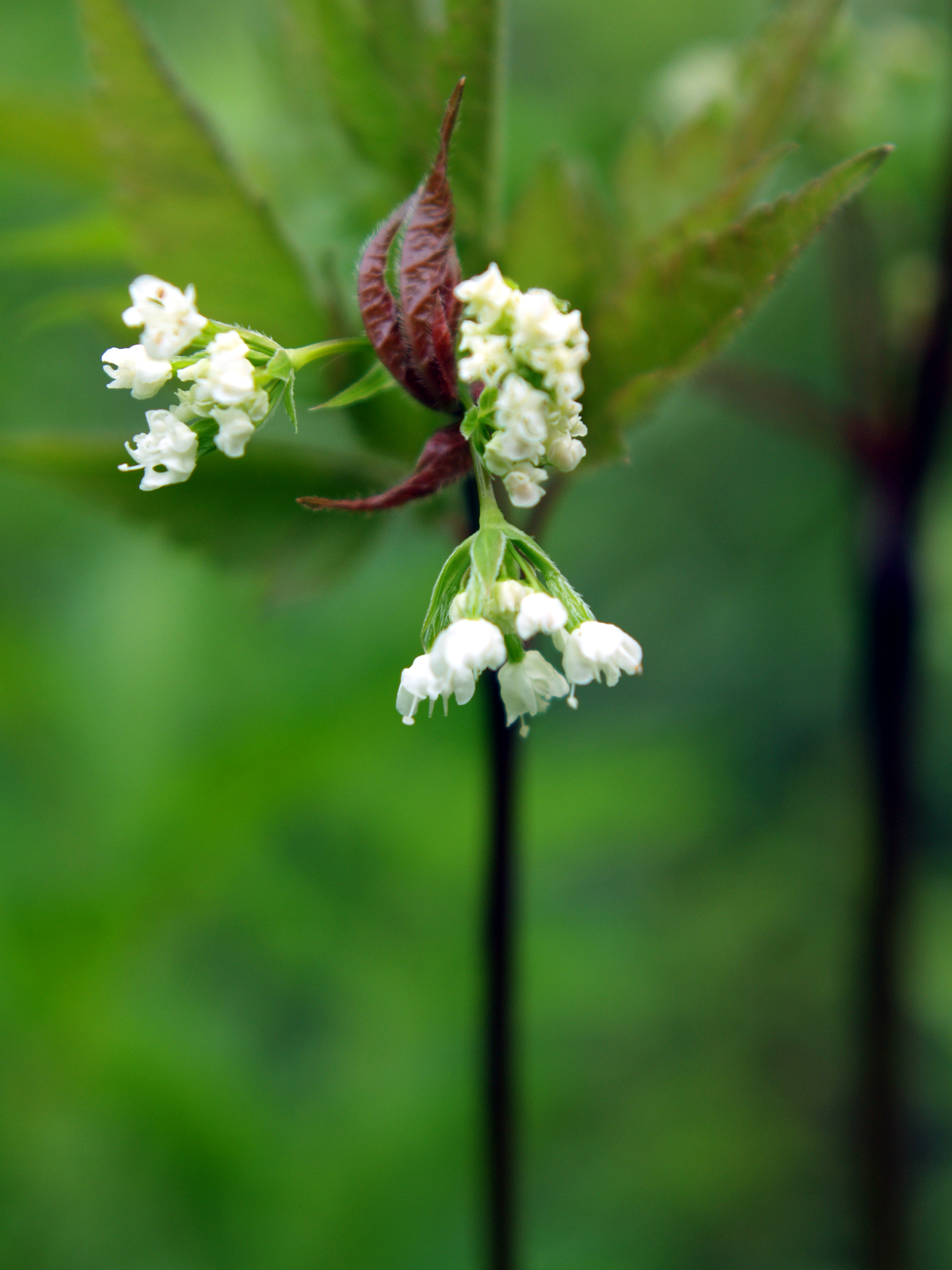